# ويستلاند ويجن
ويستلاند ويجن (بالإنجليزية: Westland Widgeon)‏ هي مروحية أنتجت في المملكة المتحدة. من صناعة ويستلاند للطائرات. كان أول طيران لها في 23 أغسطس 1955. صنع منها 12 طائرة.